# Kamferträd
Kamferträd (Cinnamomum camphora (L.)J.Presl, japanska: 樟, kusunoki) eller japankamferträd är ett städsegrönt träd som blir cirka 20–50 meter högt. Alla delar av trädet luktar kamfer och man utvinner även kamfer ur veden.
Kamferträdet kommer ursprungligen från Japan, Ryukyuöarna, Kina, Taiwan och Vietnam. På 1500-talet började kamfern att importeras till Europa. I Australien betraktas trädet som en skadeväxt.
Trädet är den kinesiska staden Hangzhous officiella "stadsträd".
Ett gigantiskt kamferträd tornar upp sig nära familjens hus i den animerade filmen Min granne Totoro.